# 提升阀

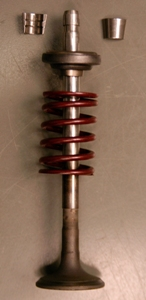
提升阀及其部件

提升阀(Poppet valve)，有时称为锥阀，菌形阀，菌装阀。其在活塞式发动机中的用来控制空气的进入，提升阀在气门导管中运行。

## 裝置

提升阀在气缸的顶部运行

提升阀包括阀头和阀杆，用于内燃机。阀头的表面覆盖有薄膜。薄膜由陶瓷制成。在阀头的前面固定有隔热板，以便在前面和隔热板之间形成绝热空间，由此降低阀的运行温度。